# Исомура, Хаято
Хаято Исомура (яп. 磯村 勇斗 Исомура Хаято, род. 11 сентября 1992 года) — японский актёр. Наиболее известен по роли Алана/Камэн Райдер Некром в сериале «Камэн Райдер Гост» (2015—2016), в одноимённом сезоне сериала «Kamen Rider». Сотрудничает с японским агентством по поиску талантов Blue Label.

## Биография
Хаято Исомура родился 11 сентября 1992 года в Нумадзу, Сидзуока, Япония.

## Карьера
Исомура решил стать актёром в средней школе, когда посмотрел независимый фильм. 
В старшей школе он присоединился к местной театральной труппе, чтобы научиться актерскому мастерству, хотя его родители были категорически против этого, говоря, что актерское мастерство ни к чему его не приведет, и хотели, чтобы он поступил в колледж. В конце концов Исомура поступил в Университет Дж. Ф. Оберлина, но бросил его, чтобы полностью продолжить актерскую карьеру. Он продолжал играть в своем театре, одновременно подрабатывая, чтобы платить за уроки.
Его работа окупилась, когда он активно снимался в нескольких телевизионных дорамах и фильмах, и сделал свой профессиональный дебют в Камэн Райдер Гост, с тех пор он появился в нескольких драмах и фильмах. Он появляется в дораме 2019 года Scion Boys.
В 2022 году Исомура озвучил Ээруо Каэрукаву в аниме-фильме Панцирь черепахи — это рёбра человека. Позже в том же году он исполнил роль Сунато Бандо во втором сезоне сериала Netflix Алиса в Пограничье.